# WiMAX

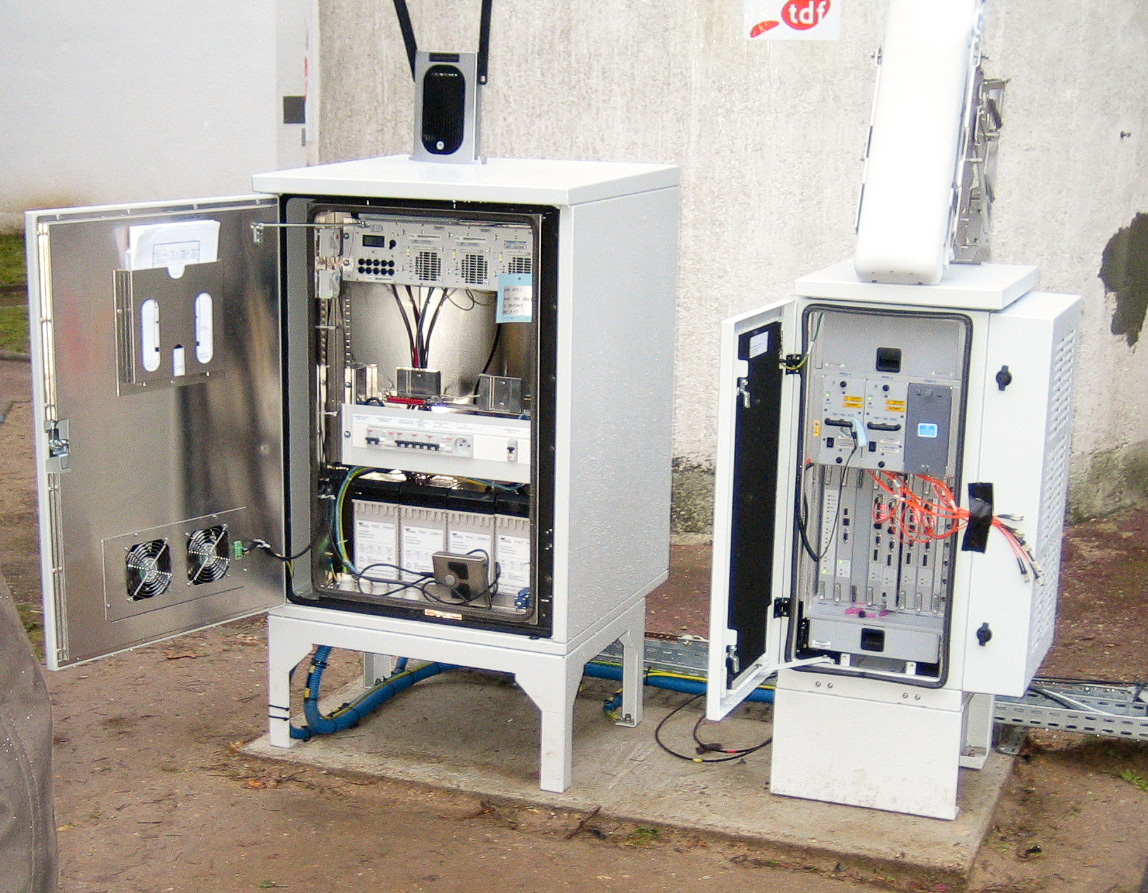
Hardware základové stanice WiMAX

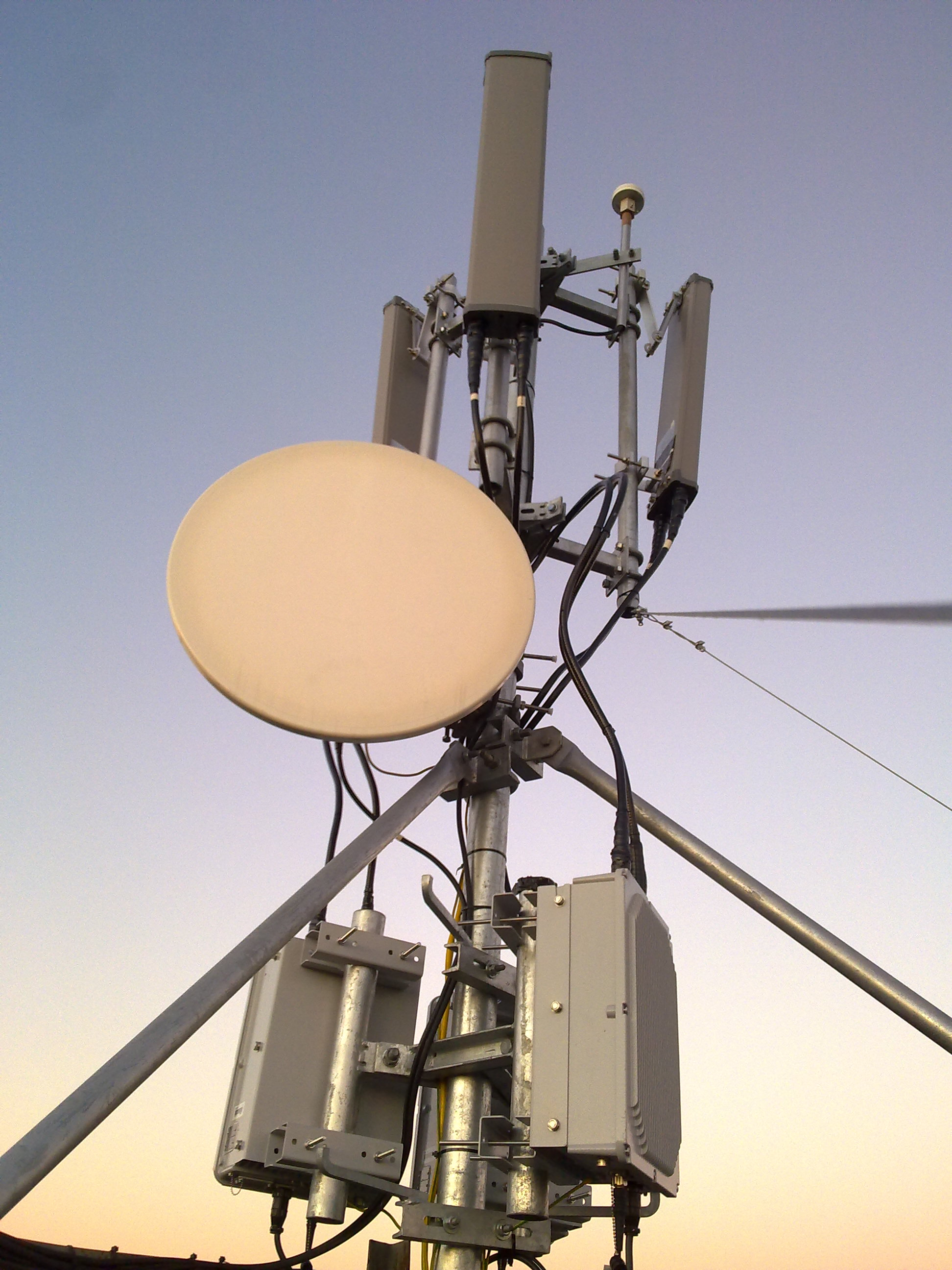
Mobilní WiMAX stanice letecké základny

WiMAX (Worldwide Interoperability for Microwave Access) je prakticky opuštěná bezdrátová technologie pro připojení k páteřní síti (anglicky backhaul), jejíž základy byly vytvořeny v letech 1998-2003 a standardizovány v řadě norem IEEE 802.16. Technologii, která na jedné straně nabízela přenosové rychlosti až 134 Mbit/s s dosahem až 70 km, a na druhé straně možnost připojení i za pohybu, byla kolem roku 2005 předpovídána velká budoucnost. V ČR byly desítky firem, které nabízely WiMaX připojení. Díky neuvolnění potřebných kmitočtových pásem, nutnosti platit za využívání kmitočtů a nástupu jiných technologií došlo od roku 2010 k odklonu od WiMaX.

## Technické pozadí 802.16
Ačkoliv prapočátky standardu 802.16 jsou ještě v roce 1998, většina práce na tomto standardu proběhla v letech 2000-2003. Cílem bylo vytvořit standard pro levnější a jednoduše rozšířitelný širokopásmový bezdrátový přístup k Internetu – standard pro metropolitní bezdrátové sítě.
První verze standardu byla publikována v roce 2002 pod číslem 802.16 a definovala přístupovou technologii s nutností přímé viditelnosti (LOS – Line of Sight) pro frekvenční pásma 10-66 GHz. V dubnu 2003 byla publikovaná další verze standardu pod označením 802.16a. Ta definuje frekvence v rozsahu 2-11 GHz, tedy frekvence jak v licencovaném, tak bezlicenčním pásmu. Dosah dle této specifikace je 40-70 km, a zatímco u původního standardu 802.16 byla přenosová rychlost až 134 Mb/s, v případě 802.16a klesá zhruba na polovinu, tedy 70 Mb/s. Přesunem do nižšího frekvenčního pásma a využitím OFDM pracuje 802.16a v režimu NLOS (Non Line of Sight), tedy nevyžaduje přímou viditelnost mezi základnovou a koncovou stanicí. Novinkou je také podpora samoorganizující se topologie, tedy „mesh“ architektury. V současnosti[kdy?] se kromě jiného uvažuje o začlenění technologie WiMAX do standardu mobilní sítě 4. generace a jako přenosového prostředku pro technologii HSPA.
Důležitou vlastností všech standardů 802.16 je skutečnost, že definuje vrstvu MAC podporující více specifikací fyzických vrstev (PHY). Díky tomu mohou výrobci zařízení diferencovat své výrobky a vybavovat je přidanými funkcemi a přidanou hodnotou, aniž by se tyto výrobky stávaly neinteroperabilními s výrobky jiných výrobců. Totéž samozřejmě přispívá k možnosti přizpůsobit techniku pro práci v konkrétním frekvenčním spektru. Výrobcům to umožní odlišit se a vyhnout se komodizaci produktů, jaká postihla WiFi zařízení, kde je velmi obtížné odlišit se při zachování kompatibility s jinými produkty WiFi sítí.
Další rozvoj standardu probíhá ve dvou větvích:
- 802.16 c/d publikovaný v lednu 2003 se zaměřuje na interoperabilitu tím, že zavádí systémové profily zařízení, v nichž jsou specifikovány funkce a vlastnosti pro základní testy interoperability. WiMAX fórum prezentovalo první testy v červenci 2003 a v průběhu léta – podzimu 2004 se objevily první hotové materiály. Zatímco „c“ se vztahuje k testovacím protokolům a postupům, „d“ postihuje vlastnosti nezachycené v „c“ definici a definuje profily zařízení.
- 802.16e přináší do WiMAXu podporu mobility, jako jedna z prvních na něm začala pracovat společnost Nokia. Specifikace se očekává v roce 2006.

## Předpokládané pracovní frekvence pro WiMax
| Frekvence [GHz] | Licencování                      |
| --------------- | -------------------------------- |
| 3,5             | Licencované, mezinárodní pásmo   |
| 10,5            | Licencované, mezinárodní pásmo   |
| 2,5 – 2,7       | Licencované, Severní Amerika     |
| 2,4             | Nelicencované, mezinárodní pásmo |
| 5,725 – 5,825   | Nelicencované, mezinárodní pásmo |

Nižší frekvence mají lepší propagační vlastnosti, samo o sobě to ale nestačí. Proto 802.16a přidává podporu OFDM, ortogonálního frekvenčního dělení multiplexu. OFDM je méně náchylné k vícecestným interferencím, protože každý přenášený symbol trvá na dílčí nosné déle, což eliminuje vliv zpoždění delší cestou.
Při OFDM modulaci celá šířka pásma se rozdělí na více úzkých pásem případně ortogonálních podkanálů. Původně širokopásmový signál je následně rozdělen a přenášen po těchto úzkých pásmech paralelně pomocí inverzní diskrétní Fourierovy transformace (IDFT).
802.16a specifikuje tři možnosti pro OFDM s tím, že ponechává do budoucna otevřená vrátka pro přidání dalších variant OFDM.
1. OFDM s 256 podkanálů – to je také jediná varianta zakomponovaná do ETSI standardu HiperMAN. Proto je HiperMAN podmnožinou WiMAXu.
2. OFDMA s 2048 podkanály (OFDMA je Orthogonal Frequency Division Multiple Access)
3. OFDM s jedním kanálem pro výrobce, kteří mají jiné řešení pro potlačení vícecestných interferencí.

V první dekádě 21. století proběhly první implementace a nasazení WiMax sítí od výrobců jako je Alvarion. V ČR vznikla první testovací WiMax síť v Českém Krumlově.

### AeroMACS
Pro zvládnutí rostoucích požadavků na výměnu informací mezi pevnými i pohyblivými stanicemi v prostoru letišť s velkým provozem byl na bázi revidovaného standardu 802.16e:2009 certifikován komunikační stadard Aeronautical Mobile Aircraft Communication System, a to jak v USA (FAA) tak v Evropě (Eurocontrol).  S výhodou využívá chráněné pásmo 5091- 5150 MHz, přidělené letecké službě světovou radiokomunikační konferencí WRC 2007. Datalink pracuje s rychlostmi do 20MB/s a dosahem kolem 5 km a kromě výměny údajů mezi systémem řízení provozu, senzory na letištní ploše a letadlem nebo jinými vozidly umožňuje v případě potřeby také přenos hlasu a obrazové informace.

## Použití
Šířka pásma a rozsah technologie WiMAX nabízí následující potenciální možnosti využití:
- Poskytování mobilního širokopásmového připojení v různých městech a zemích prostřednictvím různých zařízení.
- Poskytování bezdrátové alternativy ke kabelové a DSL lince za použití širokopásmového přístupu poslední míle.
- Poskytování dat, telekomunikace (VoIP) a IPTV služeb Triple play.
- Zajištění zdroje připojení k Internetu v rámci plánu kontinuity podnikání.

### Přístup k Internetu
Technologie WiMAX může poskytovat připojení k Internetu v domácnosti nebo na mobilním telefonu přes celá města nebo země. V cizích zemích toto v mnoha případech vyústilo k soutěži na trzích mezi lokálními poskytovateli mobilního připojení.[zdroj?]
Vzhledem k relativně nízkým nákladům spojeným s nasazením sítě WiMAX (v porovnání s 3G, HSDPA, xDSL, HFC nebo FTTx), je nyní ekonomicky možné nasazení širokopásmového přístupu k Internetu v odlehlých oblastech.

### Páteřní propojení
Mobilní WiMAX je jeden z možných kandidátů, který může nahradit mobilní technologie GSM nebo CDMA. Je také možné použít WiMAX ke zvýšení přenosové kapacity. Nemobilní (pevná) technologie WiMAX je dále považována za případnou páteřní síť pro technologie 2G, 3G a 4G v rozvinutých i rozvojových zemích.
V Severní Americe je páteřní propojení ve městech typicky zajišťováno vedením měděných vodičů, zatímco mobilní propojení bývá zprostředkováno skrze satelit. V jiných oblastech se můžeme často setkat s propojením, které je zajištěno mikrovlnnými spoji. (Výjimkou je, když je síť provozována někým s pohotovým přístupem k měděné síti.) WiMAX má výraznější požadavky na páteřní šířku pásma než starší mobilní aplikace. Proto je použití bezdrátového páteřního spojení v Severní Americe na vzestupu a všechny existující mikrovlnné linky jsou v dané oblasti vylepšovány. Kapacity mezi 34 Mbit/s a 1 Gbit/s jsou běžně zaváděny s latencí v řádu milisekund. Ve spoustě případů operátoři shromažďují místa, která využívají bezdrátovou technologii a přenáší jejich provoz na optické sítě, který je pro ně pohodlnější.

### Triple-play
WiMAX podporuje technologie, které umožňují služby triple-play (například Quality of Service nebo multicasting).

## Připojení
Zařízení, která poskytují připojení k síti WiMAX, jsou známá jako „subscriber unit“ (tzv. účastnické jednotky).
Přenosné přístroje zahrnují smartphony, počítačové periferie, karty nebo hardwarové klíče a vestavěná zařízení notebooků, která jsou dnes k dispozici pomocí Wi-Fi služby. Navíc je zde kladen velký důraz na hospodářské subjekty elektronických spotřebitelů (herní konzole, MP3 přehrávače a podobná zařízení). WiMAX je v této oblasti podobná Wi-Fi více než jiným 3G technologiím.
Na webových stránkách neziskové organizace WiMAX Forum je uveden seznam certifikovaných zařízení. Nicméně, toto není úplný seznam zařízení k dispozici. Další zařízení mohou být vložené certifikované moduly do notebooků, Mobile Internet Device zařízení nebo další soukromé označené zařízení.

### Gateway
Zařízení WiMAX gateway (sloužící jako výchozí brány) jsou k dispozici od několika výrobců. Mnohá zařízení, která jsou nabízena například společnostmi Huawei, Motorola nebo Green Packet, nepotřebují profesionální instalaci, a jsou tedy vnitřními zařízeními. Tato zařízení jsou obvykle umístěna poblíž okna, kde je nejlepší signál, a mohou nabízet:
- Integrovaný Wi-Fi přístupový bod více zařízením s přístupem k Internetu v domácnosti nebo podnikání.
- Ethernet port pro přímé připojení k počítači.
- Jeden nebo dva analogové telefonní konektory pro připojení pevných linek k využití VoIP.

Vnitřní zařízení sloužící jako výchozí brána jsou výhodná, ale je zde nutná manší vzdálenost k WiMAX stanici než u profesionálně instalovaných jednotek.
Venkovní jednotky jsou zhruba o velikosti notebooku a jejich instalace je srovnatelná s instalací bytových satelitních antén. Venkovní jednotky mají obecně výrazně větší dosah a propustnost, ale nevýhoda je zde ztráta mobility jednotky.

### Externí modemy
USB port může poskytnout připojení k síti WiMAX prostřednictvím hardwarových klíčů (dnes známe například u bezdrátových myší). Tyto klíče jsou obvykle všesměrové antény, které mají ve srovnání s jinými zařízeními menší dosah a propustnost. Nejlepší využití těchto klíčů je proto v oblastech, kde je kvalitní pokrytí.

### Mobilní telefony
Společnost HTC oznámila 12. listopadu 2008 první telefon podporující technologii WiMAX. Tento výrobek byl však k dispozici na některých trzích v Rusku v Yota síti.

## Certifikace WiMAX
K zajištění vzájemné kompatibility a interoperability zařízení WiMAX vyráběných různými výrobci vznikla v roce 2001 nezisková organizace WiMAX Forum. Jejím cílem je sdružit všechny výrobce wimaxových zařízení a prosadit WiMAX Forum Certified Program.
Celý certifikační proces je rozdělen do několika vln, z nichž každá řeší určitou část vlastností wimaxových produktů. Každá vlna bude obsahovat nové certifikační profily nebo nové funkcionality, případně podporu nových frekvencí či přístupových technik (pevných, nomadických, přenosných a mobilních). Pochopení, jak se certifikační proces vyvíjí, je klíčové pro vytvoření správných očekávání od certifikovaných produktů.
Počáteční certifikační vlna, která byla plánována původně na konec roku 2005 a proběhla v prvním čtvrtletí 2006. První vlna testuje pouze některé vlastnosti wimaxových produktů.
Certifikace produktů bývá často vnímána černobíle – produkt je buď certifikován, nebo ne, ale realita je o mnoho složitěji. Produkt bude certifikován jen pro některou funkcionalitu. Jako příklad může sloužit první vlna certifikace, která nezahrnuje vlastnosti QoS. Výsledkem je, že dva certifikované produkty mohou spolupracovat v základní konfiguraci (v první vlně se testuje Air protocol interoperability), ale nejsou kompatibilní v oblasti QoS. To bude limitující faktor pro poskytovatele služeb, pro něž je nabídka služeb vyžadujících QoS (např. VoIP) hlavním důvodem k pořízení technologie WiMAX.
První část je závislá na rádiových parametrech, a vychází tedy z Air protocol interoperability, ale definice přenosových parametrů (kapacit, priorit a dalších) se realizuje pomocí systému QoS. Z toho důvodu lze očekávat, že v této fázi vývoje produktů a certifikace spolu budou moci reálně spolupracovat (přenášet užitečná data) pouze základnová stanice a klientské jednotky od stejného výrobce.